# 藍巴勒海峽

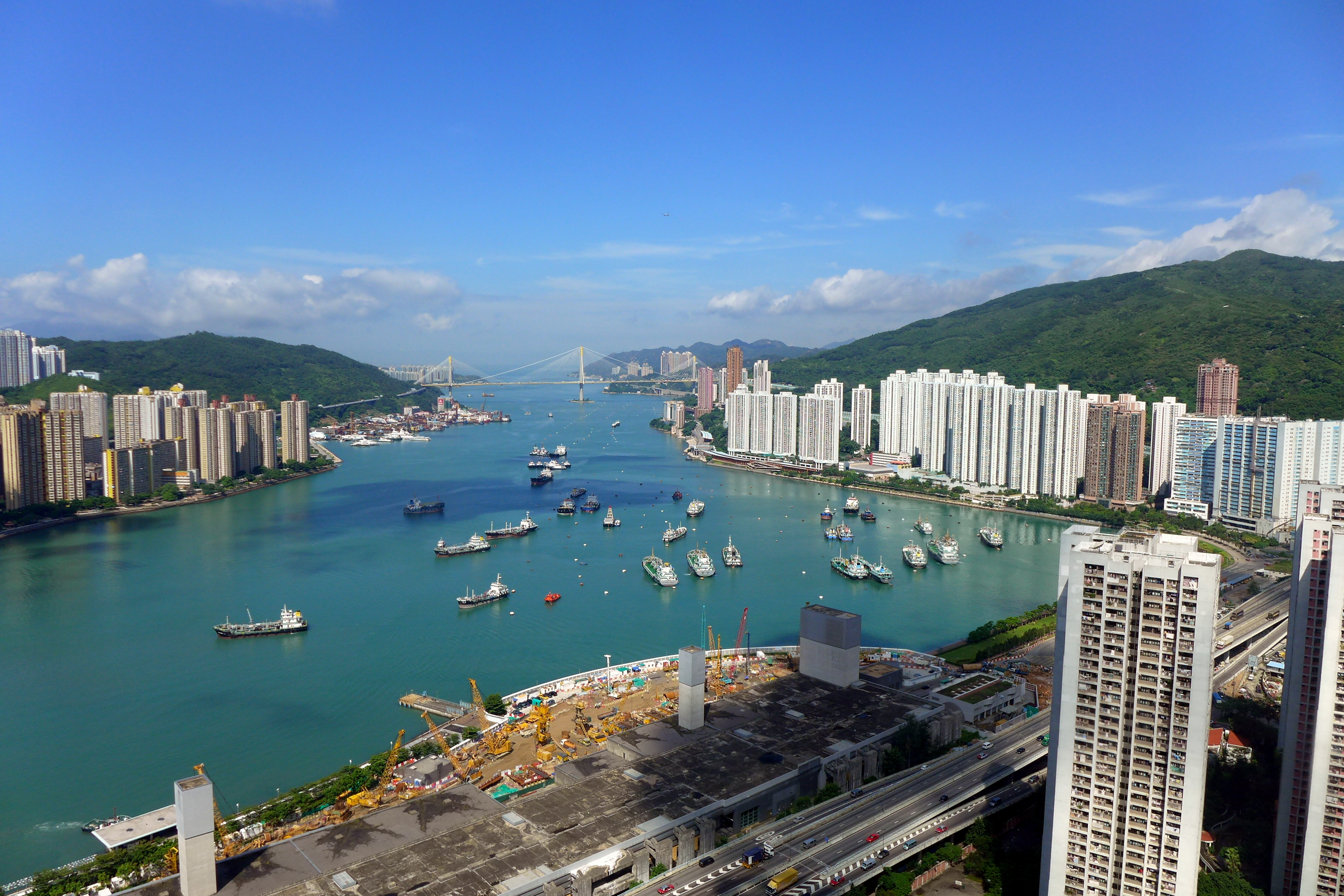
青衣藍巴勒海峽

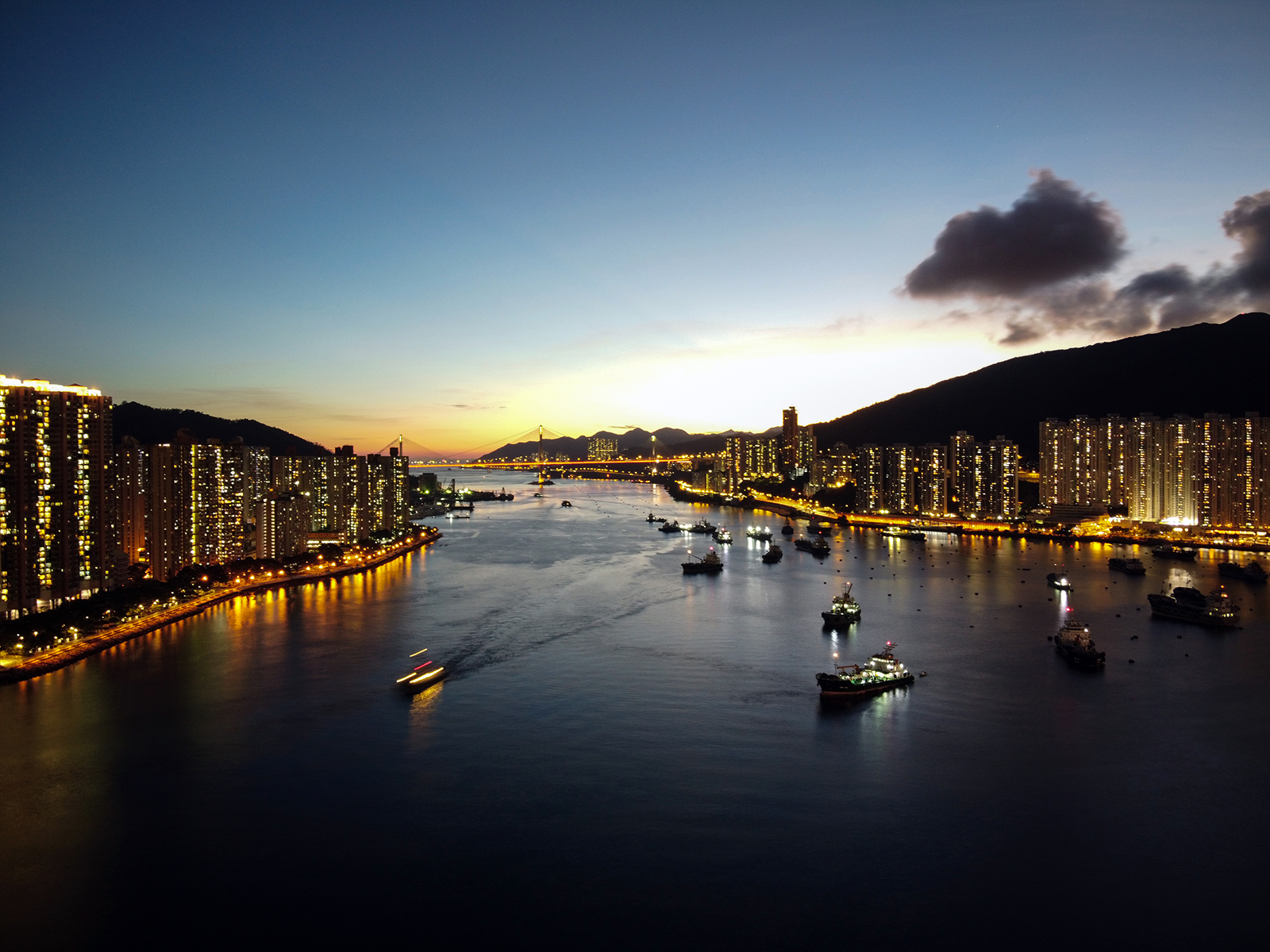
從荃灣海濱遙望汀九橋方向，可欣賞藍巴勒海峽兩岸的璀璨夜景

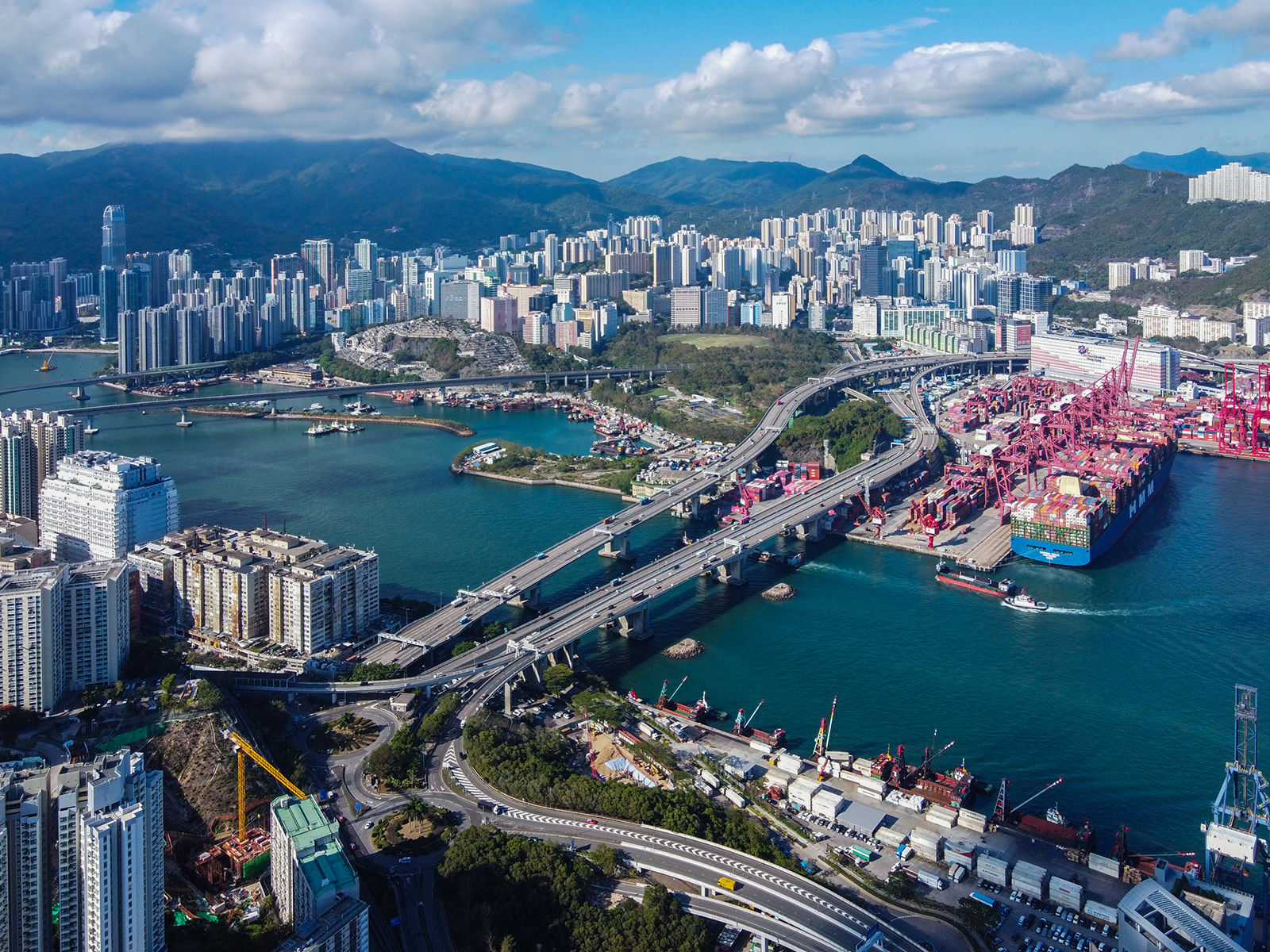
從青衣東部望向葵涌。左方為長青橋，中間單向葵涌橋樑為青衣大橋（原南橋），最右方為新南橋－葵青橋

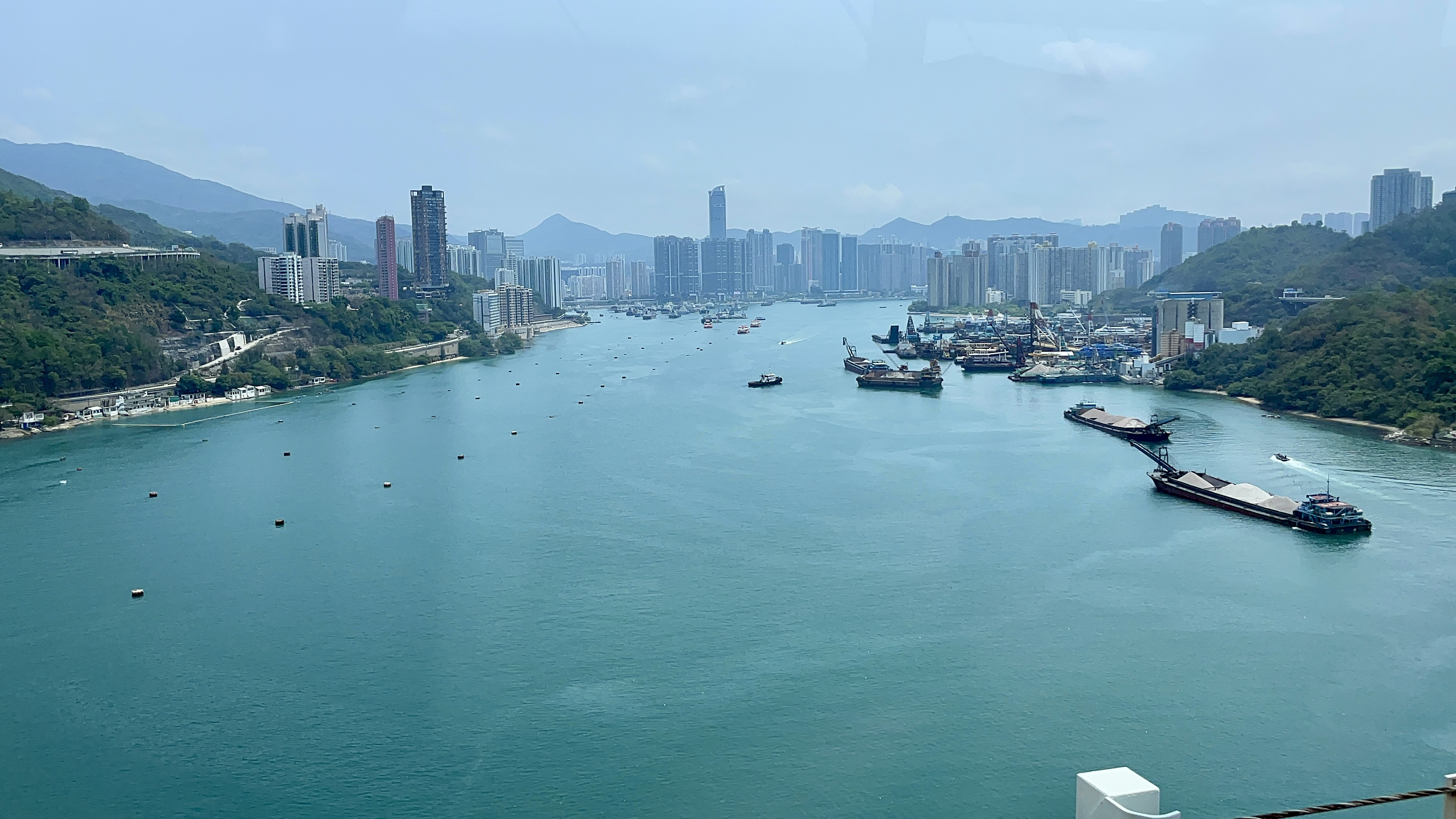
從汀九橋俯瞰藍巴勒海峽

藍巴勒海峽（英語：Rambler Channel，又名青衣海峽、青衣門）是香港海峽之一，位於青衣及新界陸地（荃灣及葵涌）之間，屬於維多利亞港的範圍之内。海峽因藍巴勒號巡逻舰而得名，以紀念其對於香港水文資料測量的貢獻。
藍巴勒海峽最寬位置達900公尺。海峽呈「⅂」形，西北端為汀九，是龍鼓水道與馬灣海峽交接之處，暨維多利亞港之西北邊界。南端則連接維多利亞港水域主體。藍巴勒海峽隨著多次填海而收窄，其中包括了荃灣新市鎮填海、葵涌貨櫃碼頭興建工程填海、醉酒灣垃圾堆填區（葵涌公園）填海及青衣灣填海等，這亦使原本位於海峽之中的牙鷹洲、青洲及芒洲與青衣或新界連接。
鑑於藍巴勒海峽（包括荃灣海岸線）屬於香港市區下維多利亞港範圍，因此受保護海港條例規管。值得一提的是，法例規定維港範圍內不准游泳，因此市民不可在藍巴勒海峽游泳。2013年，藍巴勒海峽被旅遊網站選為十五個觀賞日落最佳地點之一。

## 主要橋樑

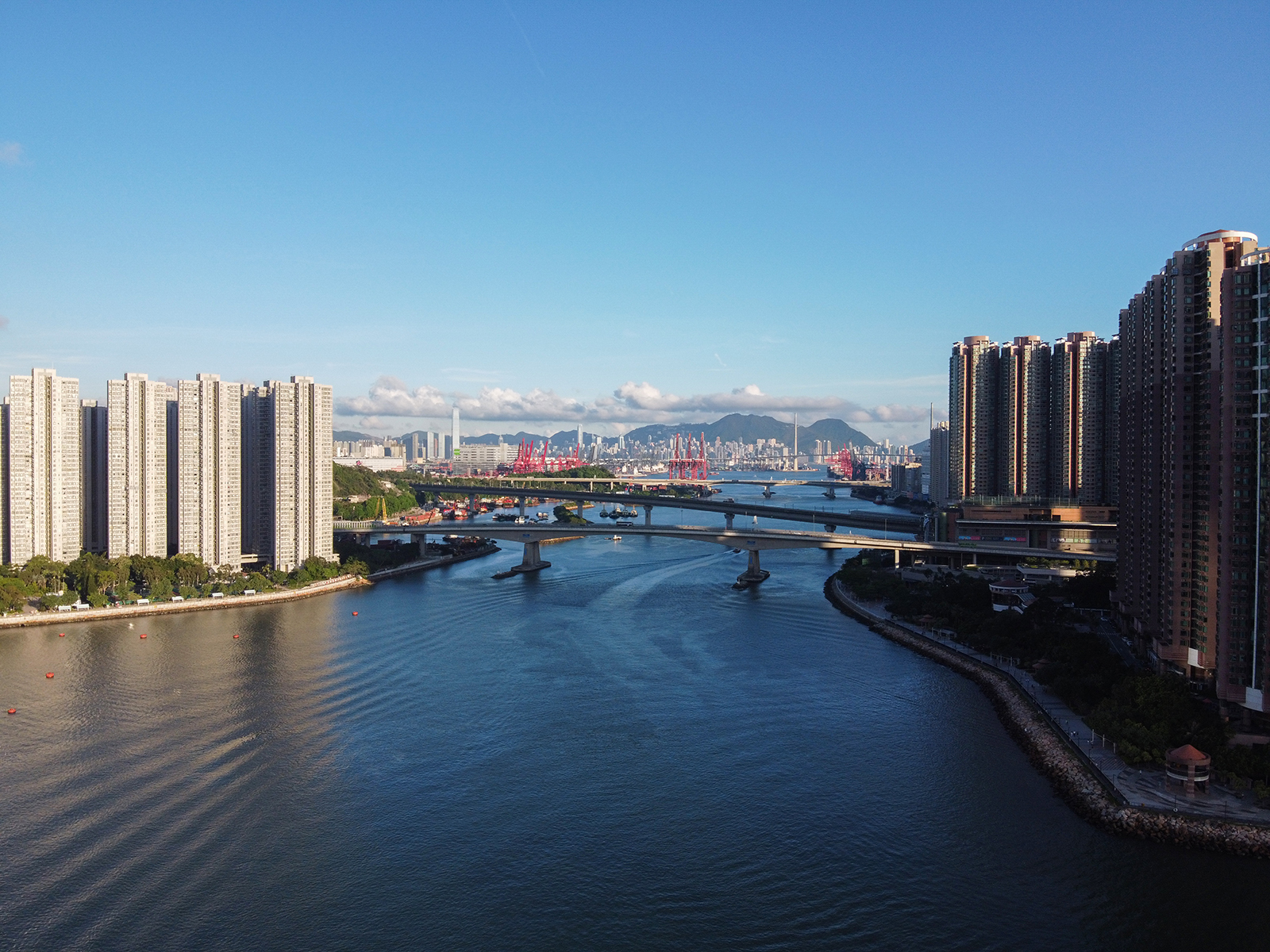
從高處俯瞰藍巴勒海峽青荃橋（前方）及青衣大橋（後方）

藍巴勒海峽現時被7條大橋跨越，由西北至東南順序如下：
| 橋樑名稱   | 簡介 | 通車年份 |
| ---------- | --- | -------- |
| 汀九橋     | 連接青衣西北鑊底灣至汀九，北至大欖隧道，南至長青隧道，為3號幹線青朗公路一部分。                            | 1998年   |
| 青荃橋     | 又名青衣北橋。連接青衣東北（青衣站、牙鷹洲一帶）至荃灣。東至德士古道，西接青衣北岸公路。                   | 1987年   |
| 青荔橋     | 港鐵東涌綫及機場快綫專用橋樑，連接青衣站及荔景站。                                                         | 1998年   |
| 長青橋     | 又稱藍巴勒海峽大橋，為3號幹線一部份。                                                                      | 1997年   |
| 青衣大橋   | 合稱為青衣南橋，連接葵涌至青衣東。其中青衣大橋（原南橋）為連接青衣島至新界的首條跨海大橋，現施行單向行車。 | 1974年   |
| 葵青橋     | 合稱為青衣南橋，連接葵涌至青衣東。其中青衣大橋（原南橋）為連接青衣島至新界的首條跨海大橋，現施行單向行車。 | 1999年   |
| 昂船洲大橋 | 連接青衣東南至昂船洲。西至南灣隧道，東至青沙公路，為8號幹線一部份。                                        | 2009年   |

## 設施
- 藍巴勒海峽公眾貨物裝卸區
- 藍巴勒海峽避風塘

## 碼頭
- 荃灣碼頭
- 青衣碼頭

## 泳灘
- 近水灣泳灘
- 汀九灣泳灘

## 兩岸主要建築
- 薈藍
- 麗城花園
- 有線電視大廈
- 如心廣場
- 海之戀
- 海濱花園
- 灝景灣
- 盈翠半島
- 長發邨
- 荃灣華人永遠墳場
- 葵青貨櫃碼頭

## 腳註

## 外部參考
- 【慢活遊】漫步荃灣公園 細賞藍巴勒海峽的夕陽︱kennechu.info （页面存档备份，存于）

22°21′58″N 114°6′18″E / 22.36611°N 114.10500°E